# حزب الاستقلال الإفريقي (توري)
حزب الاستقلال الأفريقي (بالفرنسية: Parti Africain de l’Indépendance)‏ كان حزبًا سياسيًا في بوركينا فاسو، بقيادة سومان توري. تم تشكيله في عام 1999 عندما انفصل توري عن حزب الاستقلال الأفريقي الأصلي.
انضم الحزب التابع لتوري إلى الحكومة وحصل على الاعتراف القانوني باسم حزب الاستقلال الأفريقي.
في الانتخابات التشريعية في 5 مايو 2002، حصل الحزب على 3.6 ٪ من الأصوات الشعبية و5 من أصل 111 مقعدًا.
فاز توري بنسبة 1.1٪ من الأصوات في الانتخابات الرئاسية لعام 2005. في الانتخابات البرلمانية لعام 2007، فاز الحزب بمقعد واحد.
نشر الحزب جريدة لافانت جارد (الطليعة).
خسر الحزب تسجيل اسم الحزب في يونيو 2011. في سبتمبر 2011، أسس توري حزبًا جديدًا، حزب الاستقلال والعمل والعدالة.